# Ajman Savki
Ajman Savki Konszova (arabul: أيمن شوقي); (1962. december 9. – ) egyiptomi válogatott labdarúgó.

## Pályafutása

### Klubcsapatban
1982 és 1984 között az El-Korum együttesében játszott. 1984 és 1994 között az el-Ahlí játékosa volt, melynek tagjaként öt bajnoki címet (1985, 1986, 1987, 1989, 1994) szerzett és 1987-ben megnyerte a bajnokcsapatok Afrika-kupáját. 1994 és 1996 között az Ez-Zamálek csapatát erősítette, mellyel 1986-ban megnyerte a bajnokcsapatok Afrika-kupáját.

### A válogatottban
1989 és 1990 között 6 alkalommal szerepelt az egyiptomi válogatottban és 1 gólt szerzett. Részt vett az 1990-es világbajnokságon, de nem lépett pályára egyetlen csoportmérkőzésen sem.

## Sikerei, díjai
el-Ahlí SC
- Egyiptomi bajnok (5): 1984–85, 1985–86, 1986–87, 1988–89, 1993–94
- Bajnokcsapatok Afrika-kupája győztes (1): 1987
- Kupagyőztesek Afrika-kupája győztes (3): 1985, 1986, 1993
- Afro-ázsiai klubok kupája győztes (1): 1988

Ez-Zamálek
- Bajnokcsapatok Afrika-kupája győztes (1): 1996